# Полет 704 на „Мехикана де Авиасион“
Полет 704 на „Мехикана де Авиасион“ е вътрешен пътнически полет от международното летище „Бенито Хуарес“, Мексико, до международното летище „Дел Норте“, Монтерей, Мескико, управляван от „Мехикана де Авиасион“. На 4 юни 1969 г. самолетът „Боинг 727-64“, който изпълнява полета, се разбива при заход за кацане в планинска верига близо до Аподака, Нуево Леон и убива всички 72 пътници и 7 членове на екипажа на борда на машината. Малко преди инцидента диспечерът съобщава, че времето над летището е облачно с мъгла, слаб дъжд и няма други самолети наоколо.
В катастрофата загиват някои известни личности по това време – политикът Карлос А. Мадразо, тенисистът Рафаел Осуна и архитектът Хорхе Гонзалес Рейна. Разследващ съвет не успява да определи причината за инцидента, тъй като последните няколко минути от записа от диктофона в кабината липсват. Също така не е възможно да се определи на кой радиомаяк докладва екипажът на полета, тъй като радиомаякът на летището не работи по това време поради загуба на електрическо захранване. Една от версиите е политическо убийство заради присъствието на борда на политика Карлос Мадрасо. Писателката Патрисия Росас Лопатеги също твърди, че инцидентът е политическо убийство, насочено към него.
Катастрофата е най-смъртоносният авиационен инцидент на мексиканска земя, докато самолетът, който изпълнява полет 940 на „Мехикана де Авиасион“, друг „Боинг 727“, не се разбива на 31 март 1986 г. и убива всичките 167 души на борда.